# Flying Dog
Flying Dog es el segundo álbum de estudio como solista publicado por el guitarrista ex- Racer X y Mr. Big, Paul Gilbert, lanzado al mercado el 2 de diciembre de 1998 en tierras japonesas y el 2 de febrero de 1999 en los Estados Unidos.

## Lista de canciones
| N.º | Título                             | Escritor(es)                                                | Duración |  |
| 1.  | «Get It»                           | Paul Gilbert                                                | 2:28     |  |
| 2.  | «Girl Crazy»                       | Donnie Vie, Chip Z'Nuff                                     | 3:55     |  |
| 3.  | «Be My Wife»                       | Gilbert                                                     | 5:58     |  |
| 4.  | «Mr. Skin» (Original de Spirit)    | Jay Ferguson                                                | 3:53     |  |
| 5.  | «Beautiful Girls Are Insane»       | Gilbert                                                     | 3:20     |  |
| 6.  | «Midnight Maryanne»                | Gilbert                                                     | 3:34     |  |
| 7.  | «Heavy Disco Trip»                 | Gilbert                                                     | 3:20     |  |
| 8.  | «Kate Is a Star»                   | Gilbert, Russ Parrish                                       | 4:54     |  |
| 9.  | «Down to Mexico»                   | Gilbert                                                     | 3:30     |  |
| 10. | «Tell the Truth»                   | Gilbert                                                     | 3:47     |  |
| 11. | «Wrong Man»                        | Gilbert                                                     | 3:53     |  |
| 12. | «Gilberto Concerto» (Instrumental) | Johann Christoph Friedrich Bach (Arreglos por Paul Gilbert) | 7:48     |  |

## Personal
- Paul Gilbert – voz, guitarras, teclados, percusión
- Bruce Bouillet – guitarra
- Tony Spinner – guitarra, coros
- Mike Szuter – bajo, coros
- Johnny Fedevich – batería
- Dave Richardson – piano